# Alberche del Caudillo
Alberche del Caudillo es una localidad española del municipio de Calera y Chozas, perteneciente a la provincia de Toledo, en la comunidad autónoma de Castilla-La Mancha. Está constituida como entidad de ámbito territorial inferior al municipio.

## Toponimia
Alberche se refiere al río cuyas aguas, conducidas a través de acequias, sirven para regar y dar fertilidad a las extensas vegas aparceladas que componen su jurisdicción. Por otro lado, Caudillo hace referencia a Francisco Franco, quien ostentaba el título de caudillo de España y bajo cuya dictadura se fundó la localidad. El pueblo se construyó en la vega del Tajo y su jurisdicción quedaba conformada con tierras de Calera y Chozas, Gamonal, y Talavera de la Reina.

## Geografía
La localidad está situada en el noroeste de la provincia de Toledo, a 368 m sobre el nivel del mar, en el valle del Tajo, entre este río y el canal Bajo del Alberche. Se encuentra a 9 km de Talavera de la Reina y cuenta con 1717 habitantes (INE 2020).

## Historia
Este pueblo fue construido por el Instituto Nacional de Colonización e integra, juntamente con el de Talavera la Nueva, la Zona Regable del Alberche —canal que riega la zona que se extiende por la margen derecha de los ríos Alberche y Tajo—. Ambos fueron inaugurados el 5 de octubre de 1956.
En Talavera la Nueva se instalaron 131 colonos en 1957 y en Alberche 270. Las viviendas de estos pueblos, sus edificios públicos, centrales sindicales, hogares rurales y obras de urbanización, a cargo del INC, están totalmente terminadas, así como los abastecimientos de agua, saneamiento y acometidas de energía eléctrica, de la competencia de los servicios hidráulicos del Ministerio de Obras Públicas.
Las tierras en exceso ocupadas por el INC para su colonización directa han sido parceladas en 437 unidades de explotación de tipo medio, con superficies comprendidas entre 4 y 5 hectáreas, según la calidad de las tierras, y 202 huertos familiares con extensión de media hectárea, para obreros agrícolas.

## Economía
Actualmente tiene cierto número de empresas agroalimentarias y es una zona de expansión de Talavera de la Reina.

## Administración
| Periodo   | Nombre                    | Partido       |
| --------- | ------------------------- | ------------- |
| 1979-1983 | José Luis Sánchez Vázquez | PSOE          |
| 1983-1987 | José Luis Sánchez Vázquez | PSOE          |
| 1987-1991 | José Luis Sánchez Vázquez | Independiente |
| 1991-1995 | José Enrique Ulla Juárez  | PSOE          |
| 1995-1999 | José Enrique Ulla Juárez  | PSOE          |
| 1999-2003 | José Enrique Ulla Juárez  | PSOE          |
| 2003-2007 | José Enrique Ulla Juárez  | PSOE          |
| 2007-2011 | David Rueda Ortiz         | PSOE          |
| 2011-2015 | David Rueda Ortiz         | PSOE          |
| 2015-2019 | Ana Rivelles López        | PP            |
| 2019-2023 | Ana Rivelles López        | PP            |

## Símbolos

### Escudo
Teniendo en cuenta como hechos relevantes el de la creación o fundación, el régimen económico bajo el sistema inicial de parcelaciones y la dedicación y el fruto del trabajo de los fundadores, al nuevo pueblo se le dio el nombre del río Alberche, cuyas aguas abastecieron y abastecen a través del canal Bajo del Alberche, el caudal suficiente para los riegos.
Estos hechos van a constituir el fundamento de la simbología reflejada en el escudo, eligiendo un campo jaquelado de sinople (verde) y plata para representar la parcelación del territorio a crear o fundar. Ondas de azur y plata en referencia al río Alberche que da nombre a la población y el agua como fuente de riqueza, y un árbol con frutos que simboliza el producto del trabajo y laboriosidad de sus habitantes. 
La corona es el símbolo del régimen constitucional bajo el que se crea el escudo. El escudo queda ordenado como sigue: 
Escudo español: partido. Uno.- Jaquelado de plata y sinople. Dos.- De oro, ondas de azur plata, sumado de un árbol arrancado de sinople y frutado de gules. Al timbre corona real cerrada. Sesión de Pleno celebrado el 27 de marzo de 2007. Aprobado por UNANIMIDAD.

### Bandera
Se crea la bandera de Alberche, con los colores azul, blanco y rojo. Los dos primeros simbolizan el nombre del pueblo y el agua como fuente de vida y desarrollo, que son también los colores de la tierra de Talavera a la que se sienten vinculados, y el rojo que representa el esfuerzo y trabajo de sus habitantes. La bandera queda ordenada como sigue:
Bandera: un paño rectangular de proporciones 2/3, dividida en tres franjas horizontales siendo la central de color blanco ocupando 1/5 del rectángulo, y azules la superior e inferior, mastilada con un triángulo rojo. Pleno de fecha 27 de marzo de 2007, Aprobado por UNANIMIDAD.

## Patrimonio
En la localidad se encuentra la iglesia de Nuestra Señora de la Asunción. Se trata de un templo de construcción moderna con vidrieras y con un ábside de estructura neorrománica. Cuenta con un zócalo de cerámica de 2 m de altura, de Ruiz de Luna, que recorre toda la iglesia, así como con un Vía Crucis, también de cerámica, obra de Pinero. Tiene dos imágenes de autor desconocido, ambas de la imaginería castellana de los Siglos de Oro: San Miguel y el Cristo en la Cruz. Además, un Cristo Yacente, copia del Pardo de Gregorio Hernández, obra de Dorego, escultor actual afincado en Arganda del Rey. El fresco del interior de la iglesia fue restaurado por el artista Miguel Ángel Rego Cortés.

## Fiestas
- 15 de mayo: romería de San Isidro.
- 29 de septiembre: San Miguel.